# 29ns Premis AVN
La cerimònia dels 29ns Premis AVN, presentada per Adult Video News, va homenatjar les millors pel·lícules pornogràfiques i productes d'entreteniment per a adults del 2011 dels Estats Units i va tenir lloc el 21 de gener de 2012, en un nou lloc, The Joint dins de l'Hard Rock Hotel and Casino al Paradise (Nevada). Hi optaven les pel·lícules o els productes estrenats entre l'1 d'octubre de 2010 i el 30 de setembre de 2011. La cerimònia va ser televisada als Estats Units per Showtime. El còmic Dave Attell va presentar l'espectacle per segona vegada. Va presidir per primera vegada la 27a cerimònia celebrada el 2010, i va compartir la 29a cerimònia amb els co-presentadors Bree Olson i Sunny Leone. El lliurament de premis es va celebrar juntament amb l'Adult Entertainment Expo i Internext al mateix lloc.
L'11 de gener de 2012, AVN va anunciar en un comunicat de premsa que, per primera vegada, la cerimònia dels premis AVN culminaria amb "la presentació d'un gran reconeixement", pel·lícula de l'any. "Fins i tot des del principi, quan vam presentar premis separats a la millor pel·lícula i a la millor pel·lícula de vídeo, no hi ha hagut un premi AVN definitiu equivalent a la millor pel·lícula. Ara en tenim un", va dir l'editor sènior d'AVN Peter Warren. En lloc dels nominats, es triaran els aspirants dels guanyadors en les categories de: Millor llançament All Sex, Millor llançament All Sex - Format mixt, Millor llançament All-Girl, Millor llançament Gonzo, Millor llançament de vinyetes, Millor comèdia, Millor llargmetratge, Millor llargmetratge estranger, Millor paròdia – Comèdia i Millor paròdia – Drama. La votació per la pel·lícula de l'any es duria a terme just abans de la cerimònia del 21 de gener, en una reunió secreta dels membres principals del comitè dels premis AVN, per garantir que els guanyadors de les 10 categories romanguin en secret fins a la seva presentació. L'esdeveniment també donaria a conèixer un nou premi anual, el Premi Visionary, "creat per reconèixer i honrar un líder en entreteniment per adults que ha impulsat la innovació. i va portar la seva empresa —i el negoci en conjunt— a noves altures."
The Rocki Whore Picture Show: A Hardcore Parody i Asa Akira Is Insatiable 2 van guanyar la majoria de premis, nou i set respectivament, però el premi pel·lícula de l'any va ser per a Portrait of a Call Girl. Portrait també va guanyar el prem a la millor pel·lícula, millor actriu per Jessie Andrews i millor director per Graham Travis. Rocki Whore va guanyar els de Millor director—Paròdia per Brad Armstrong, Millor guió—Paròdia per Armstrong i Hank Shenanigan i Millor Paròdia — Comèdia, entre d'altres. Insatiable 2 va guanyar el millor llançament All-Sex, el millor director - no llargmetratge per Mason i diversos premis a la millor escena de sexe per a Asa Akira i els seus companys de protagonisme. Individualment, Akira va guanyar o va compartir sis premis, però el cobejat artista femenina de l'any i millor nova estrella els van guanyar Bobbi Starr i Brooklyn Lee respectivament. Lee es va endur cinc premis la nit i quatre van ser per a Starr. Manuel Ferrara va guanyar el seu quart premi d'intèrpret masculí de l'any, més que ningú en els 29 anys d'història de l'esdeveniment.

## Guanyadors i nominats

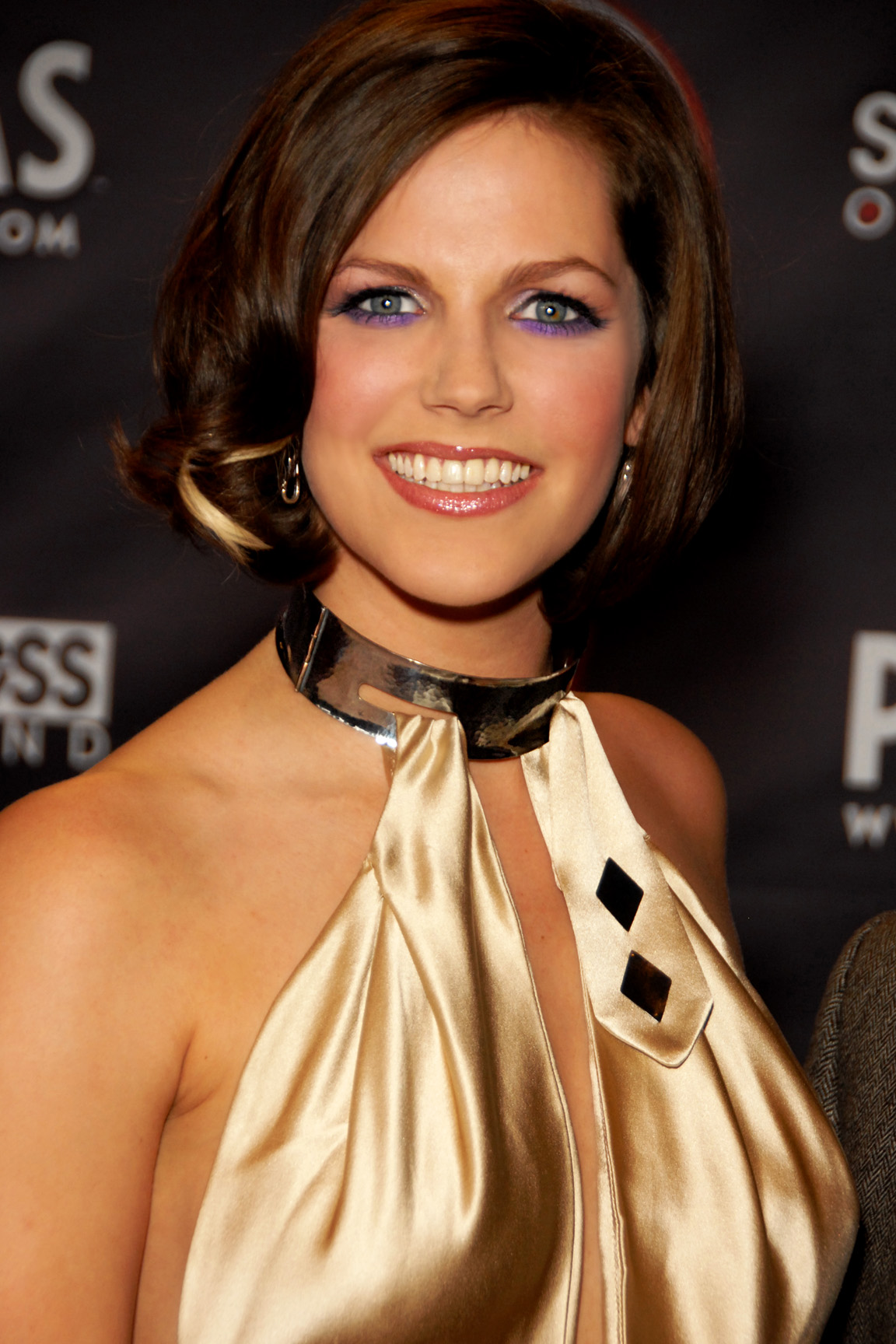
Bobbi Starr, artista femenina de l’any

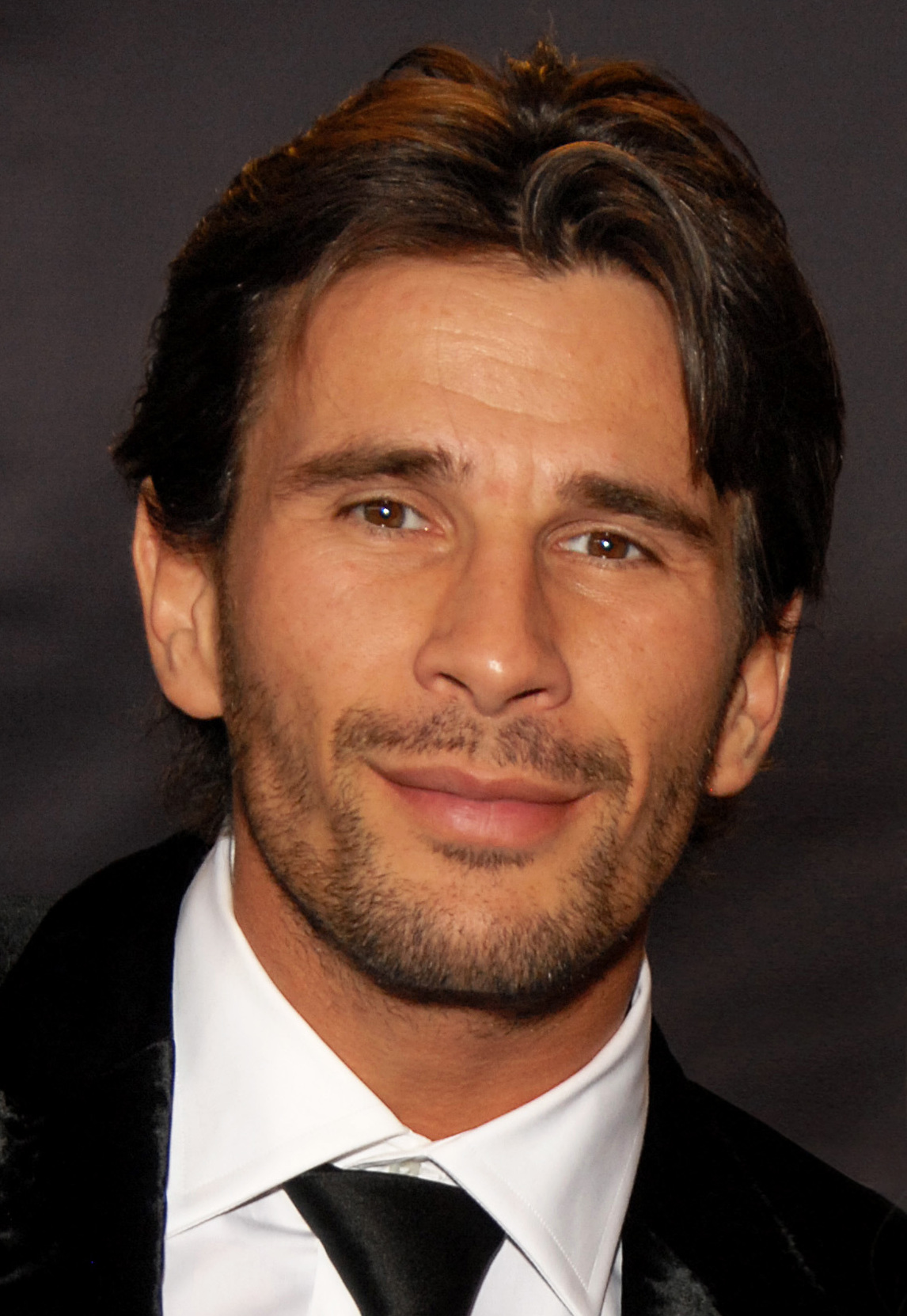
Manuel Ferrara, artista masculí de l’any

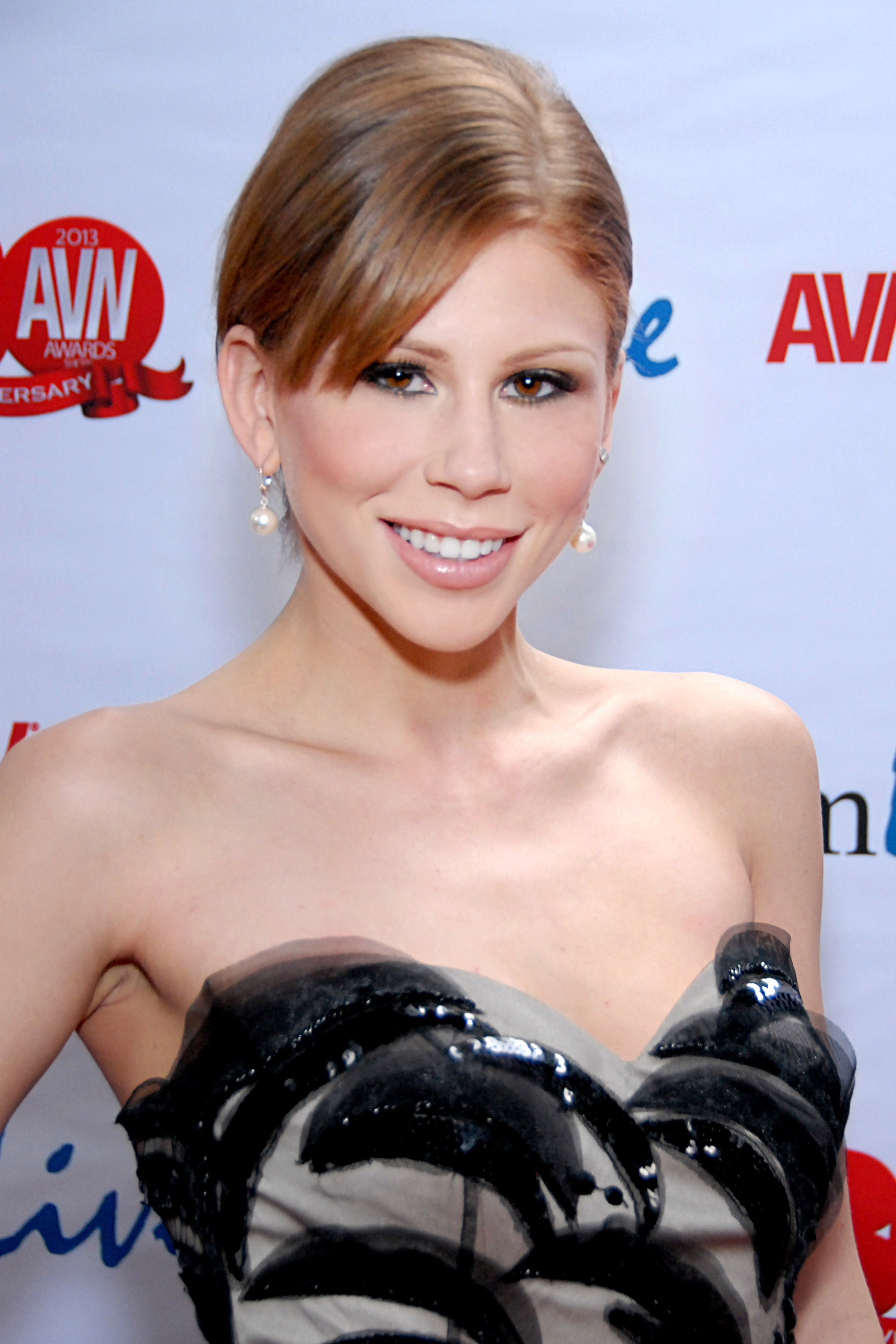
Brooklyn Lee, millor nova estrella

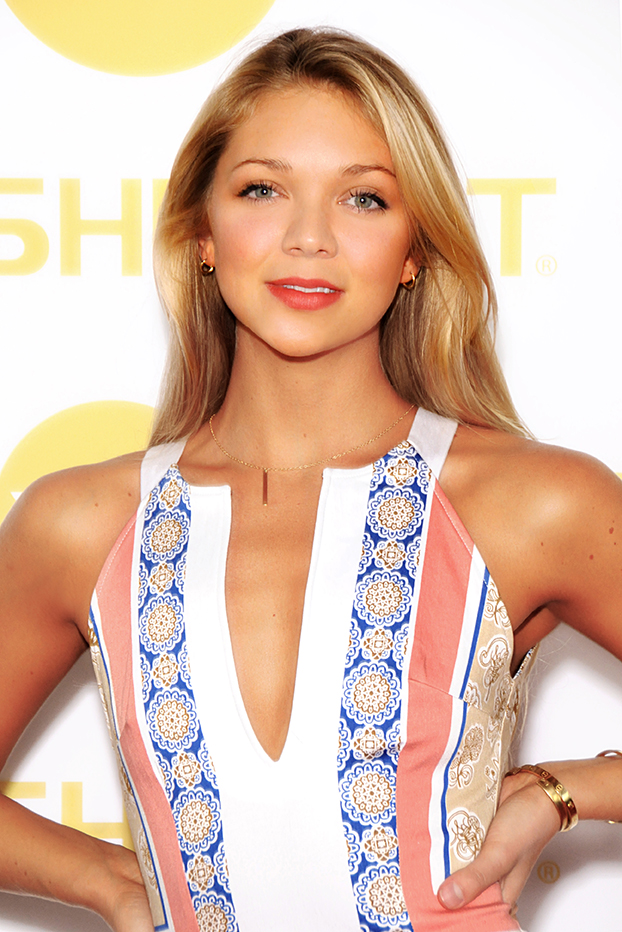
Jessie Andrews, millor actriu

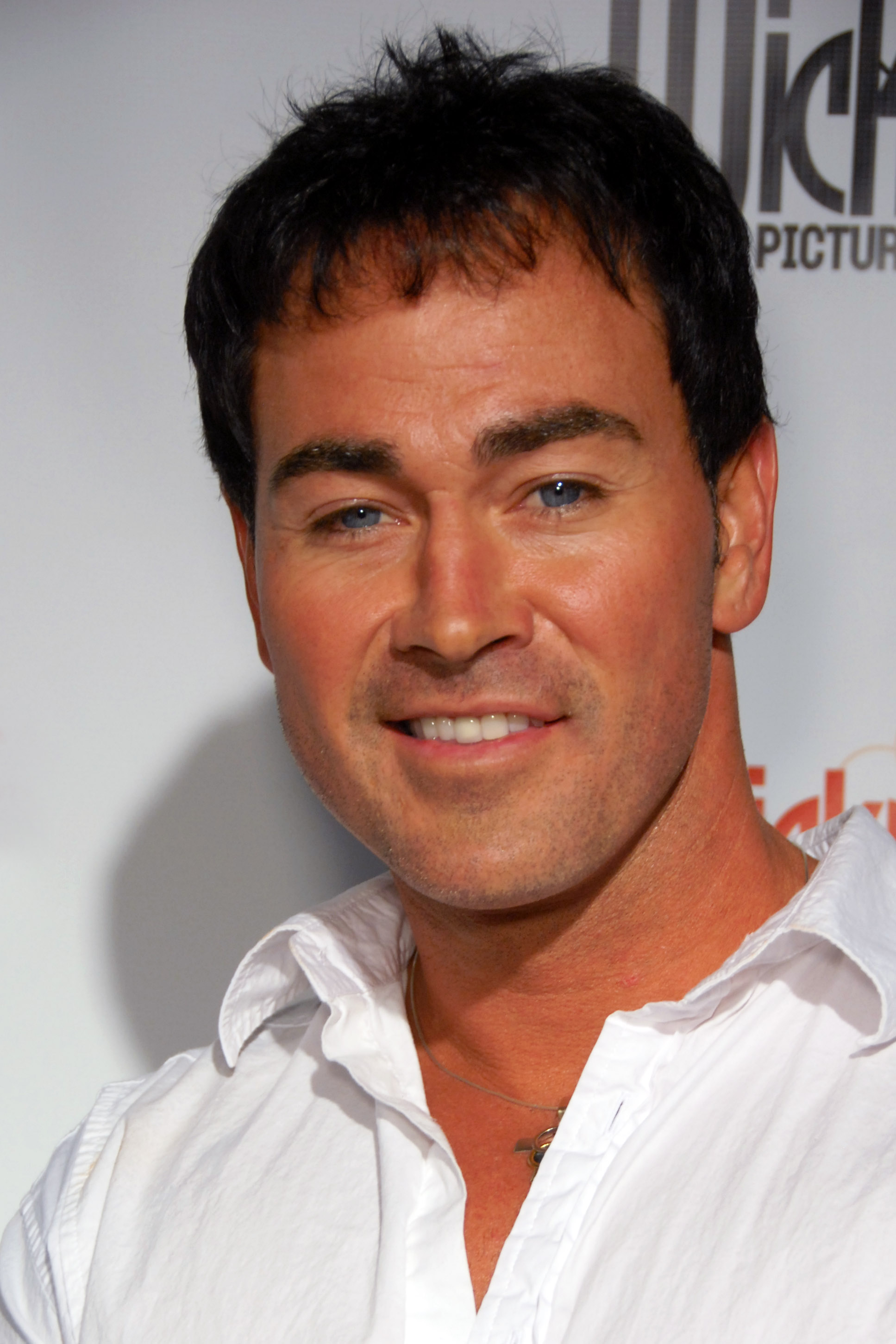
Dale DaBone, millor actor

Els nominats per als 29è Premis AVN es van anunciar el 6 de desembre de 2011 en un comunicat de premsa. Aquests nominats eren Gary Kirker de Las Cruces, Nou Mèxic. La pel·lícula que va rebre més nominacions va ser The Rocki Whore Picture Show: A Hardcore Parody amb 18, mentre que intèrpret/director Bobbi Starr va tenir la majoria de nominacions individuals amb 16. Els guanyadors es van anunciar durant la cerimònia de lliurament de premis el 21 de gener de 2012.

### Premis principals
La primera pel·lícula de l'any d'AVN va ser per a Portrait of a Call Girl, que va ser considerada en guanyar la millor pel·lícula. Les altres pel·lícules en curs eren: Asa Akira Is Insatiable 2 (Millor estrena per a tot el sexe), Bobbi's World (Millor llançament per a tot el sexe - Format mixt), Cherry 2 (Millor llançament All-Sex). Estrena All-Girl), Dangerous Curves (Millor llançament gonzo), Prison Girls (Millor llançament de vinyetes), Grindhouse XXX (Millor comèdia), Mission Asspossible (Millor edició estrangera) Feature), The Rocki Whore Picture Show: A Hardcore Parody (Millor paròdia – Comèdia) i Spider-Man XXX: A Porn Parody (Millor paròdia – Drama).
A continuació s'enumeren els premis importants addicionals amb el primer guanyador i destacat en "negreta" seguit de la resta de nominats.
| Premi a l'artista masculí de l'any | Premi a l'artista femenina de l'any |
| --- | --- |
| - Manuel Ferrara - Mick Blue - Tom Byron - James Deen - Erik Everhard - Tommy Gunn - Keiran Lee - Ramón Nomar - Mr. Pete - Anthony Rosano - Lexington Steele - Evan Stone - Nacho Vidal - Prince Yahshua | - Bobbi Starr - Asa Akira - Lexi Belle - Dana DeArmond - Gracie Glam - Allie Haze - Jesse Jane - Kagney Linn Karter - Kimberly Kane - Kayden Kross - Lily Labeau - Phoenix Marie - Chanel Preston - Kristina Rose - Andy San Dimas - Alexis Texas |
| Millor artista nouvingut | Millor nova estrella |
| - Xander Corvus - Giovanni Francesco - Ryan McLane - Brendon Miller - Richie | - Brooklyn Lee - Abella Anderson - Aiden Ashley - Jessie Andrews - Lily Carter - Skin Diamond - Ash Hollywood - Jynx Maze - Holly Michaels - Selena Rose - Samantha Saint - Lexi Swallow - Lizz Tayler - Zoe Voss |
| Millor actor | Millor actriu |
| - Dale DaBone - Elvis XXX: A Porn Parody - James Bartholet - Saw: A Hardcore Parody - Barrett Blade - Killer Bodies - Tom Byron - Runaway - Xander Corvus - Lost and Found - Ryan Driller - Superman XXX: A Porn Parody - Ben English - Official The Silence of the Lambs Parody - Seth Gamble - Saturday Night Fever XXX: An Exquisite Films Parody - Jack Lawrence - Anchorman: A XXX Parody - Ryan McLane - Official Psycho Parody - Tommy Pistol - Taxi Driver: A XXX Parody - Anthony Rosano - Rocky XXX: A Parody Thriller! - Randy Spears - The Orgasm - Evan Stone - This Ain’t Ghostbusters XXX 3D - Mac Turner - The Rocki Whore Picture Show: A Hardcore Parody | - Jessie Andrews - Portrait of a Call Girl - Capri Anderson - Runaway - Tori Black - Killer Bodies - Jessica Drake - Horizon - Allie Haze - Lost and Found - Helly Mae Hellfire - This Ain't Lady Gaga XXX - Kagney Linn Karter - Official The Silence of the Lambs Parody - Kayden Kross - Love & Marriage - Lily Labeau - The Incredible Hulk XXX: A Porn Parody - Natasha Nice - Dear Abby - Savanna Samson - Savanna Samson Is the Masseuse - Andy San Dimas - Rezervoir Doggs: An Exquisite Films Parody - Hillary Scott - The Flintstones: A XXX Parody - Bobbi Starr - A Little Part of Me - Misty Stone - Hustler's Untrue Hollywood Stories: Oprah |
| Millor actor secundari | Millor actriu secundària |
| - Xander Corvus - Star Trek: The Next Generation - A XXX Parody - Chad Alva - Lost and Found - Lee Bang - Star Trek: The Next Generation - A XXX Parody - Otto Bauer - Beverly Hillbillies: A XXX Parody - Dick Delaware - Spider-Man XXX: A Porn Parody - Tommy Gunn - Fighters - Steve Holmes - Savanna Samson Is the Masseuse - Alec Knight - Elvis XXX: A Porn Parody - Mr. Marcus - Rocky XXX: A Parody Thriller! - Rocco Reed - Horizon - Anthony Rosano - The Flintstones: A XXX Parody - Randy Spears - The Rocki Whore Picture Show: A Hardcore Parody - Eric Swiss - Pervert - Michael Vegas - Dear Abby - Mark Wood - Official The Silence of the Lambs Parody | - Jesse Jane - Fighters - Brooke Lee Adams - The Flintstones: A XXX Parody - Alektra Blue - The Rocki Whore Picture Show: A Hardcore Parody - Dana DeArmond - Beverly Hillbillies: A XXX Parody, - Kimberly Kane - Horizon - Kagney Linn Karter - Beverly Hillbillies: A XXX Parody - Kayden Kross - Fighters - Lily Labeau - Pervert - Brooklyn Lee - Spider-Man XXX: A Porn Parody - Chanel Preston - Rezervoir Doggs: An Exquisite Films Parody - Ann Marie Rios - Escaladies - Samantha Ryan - Pervert - Bobbi Starr - Scooby Doo: A XXX Parody - India Summer - Eternal - Sarah Vandella - Official Psycho Parody |
| Intèrpret masculí no reconegut de l'any | Estrella no reconeguda de l'any |
| - Johnny Castle - Alex Gonz - Chris Johnson - L.T. - Ralph Long - Scott Lyons - Ryan Madison - Jack Napier - Barry Scott - Johnny Sins - Kris Slater - Brian Street Team - Rico Strong - Tim Von Swine | - Bridgette B. - Aubrey Addams - Yurizan Beltran - Capri Cavanni - Vicki Chase - Sophie Dee - Jacky Joy - Victoria Lawson - Jessie Lee - Karlie Montana - Mason Moore - Rachel Roxxx - Nikki Sexx - Angel Vain - Angelina Valentine |
| Director de l’any | Millor director – pel·lícula estrangera |
| - Axel Braun - Mike Adriano - Joanna Angel - Brad Armstrong - Rob Black - Robby D. - William H. - Jules Jordan - Mason - Lee Roy Myers - Gary Orona - Eddie Powell - Jim Powers - Mike Quasar - Will Ryder | - Ettore Buchi - Mission Asspossible - Jules Bart - All Star POV - Max Bellochio - Bangkok Connection - Hervé Bodilis - Mademoiselle de Paris - Max Candy - My First Orgy - Paul Chaplin - 'Ello 'Ello!: Lust in France - Christoph Clark - Angel Perverse 18 - Ted D. - Chloe's Column: Fuck Fame - Justin Ribeiro & Dos Santos - Private Thoughts - Gazzman - Whore House - Timo Hardy - In Like Timo - Jinashi - Tokyo Escalate Angels - Kendo - Ink - Peter Turner - Perfect Angels |
| Millor pel·lícula | Millor pel·lícula estrangera |
| - Portrait of a Call Girl - Assassins - Booty Shop - Dear Abby - Eternal - Fighters - Horizon - Killer Bodies - A Little Part of Me - Lost and Found - My Little Black Book - Pervert - Runaway - Savanna Samson Is the Masseuse - Teacher's Pet | - Mission Asspossible - Bangkok Connection - Chloe’s Column: Fuck Fame - Mademoiselle de Paris - Rich Little Bitch - Smuggling Sex-Pedition |
| Millor paròdia - Comèdia | Millor paròdia - Drama |
| - The Rocki Whore Picture Show: A Hardcore Parody - American Dad! XXX: An Exquisite Films Parody - Anchorman: A XXX Parody, New Sensations - Beverly Hillbillies: A XXX Parody - Brazzers Presents: The Parodies - Bridesmaids XXX Porn Parody - Can't Be Sanford & Son - Elvis XXX: A Porn Parody - The Flintstones: A XXX Parody - Home Improvement XXX: A Parody - The Justice League of Pornstar Heroes - Official The Silence of the Lambs Parody - Saw: A Hardcore Parody - Scream XXX: A Porn Parody - This Ain’t Ghostbusters XXX 3D | - Spider-Man XXX: A Porn Parody - The Blair Witch Project: A Hardcore Parody - Captain America: An Extreme Comixxx Parody - Halloween XXX Porn Parody - Katwoman XXX - Official Basic Instinct Parody - Official Psycho Parody - Rezervoir Doggs: An Exquisite Films Parody - Rocky XXX: A Parody Thriller! - Saturday Night Fever: An Exquisite Films Parody - Star Trek: The Next Generation - A XXX Parody - Superman XXX: A Porn Parody - Taxi Driver: A XXX Parody - This Ain't Dracula XXX 3D - Top Guns |
| Millor comèdia | Millor estrena 3D |
| - Grindhouse XXX - About Jessica - Babysitters 2 - Big Ass Handy Women - Blind Date - The Flying Pink Pig - Kung Fu Pussy - The Masseuse 2 - Nerdsworld - The Orgasm - Party Girls - The Red Panties - Stripper Diaries 2 - Stripper Grams - XXX Avengers | - This Ain't Ghostbusters XXX 3D - 3D Real Pornstars of Chatsworth - Killer Kurves 3-D - This Ain't Conan the Barbarian XXX 3D - This Ain't Dracula XXX 3D |
| Millor escena Gonzo | Millor estrena vinyeta |
| - Dangerous Curves - Beach Patrol 2 - Heat on the Street: Sex in Public - Innocent Until Proven Filthy 9 - Jerkoff Material 6 - Joanna Angel and James Deen’s Summer Vacation - Man vs. Pussy - Raw 8 - Rocco's American Adventures - S.O.S.: Sex on the Streets - Sex Appeal - Shane's World 42: Paradise Island - Shut Up and Fuck - Street Vendors 4 - The Voyeur 37 | - Prison Girls - All About Kagney Linn Karter - Anarchy - Creature Feature - I Can't Believe I Fucked a Zombie - Jesse Jane: Reckless - Lust Bite - My Favorite Emo Sluts - Naughty Nanny 3 - Pornstars Punishment 2 - Rough Sex 3: Adrianna’s Dangerous Mind - Scurvy Girls 3 - Secretary’s Day 5 - Sexy - Working Girls |
| Millor estrena All-Sex | Millor estrena All-Sex, format mixte |
| - Asa Akira Is Insatiable 2 - Alexis Texas: Nymphomaniac - The Bombshells - Grace Glam: Lust - Harder - Hard Bodies - Just Jenna 2 - Kagney Linn Karter Is Relentless - L for London - Oil Overload 4 - Performers of the Year 2011 - Sex Dolls - Sweet Pussy - Teagan Presley: The Six - This Is Why I'm Hot | - Bobbi's World - Bad Girls 5 - Black & Blue - Cum Glazed 2 - Downtown Girls 3 - Kayden Unbound - Nacho Invades America - Nacho Vidal vs. Live Gonzo - No Panties Allowed 2 - Slutty and Sluttier 13 - The Victoria Rae Black Experiment - What the Fuck! Big Tits, Bitches & Ass |
| Millor estrena interracial | Millor estrena All-Girl |
| - Lex the Impaler 6 - Black in My Ass - Black Shack 2 - Diesel Dongs 14 - Heavy Metal 9 - Housewives Gone Black 12 - Interracial Fuck Sluts 2 - Kimberly Kane’s Been Blackmaled - Lex the Impaler 7 - Monsters of Cock 29 - My Black Fantasy - Once You Go Black You Never Go Back 6 - Racially Motivated 3 - Rico the Destroyer 3 - White Mommas 3 | - Cherry 2 - Art School Dykes - Bree & Tori - Budapest 3 - Cannibal Queen - Celeste - Dirty Panties - Girl Crush 2 - Girlfriends 3 - The Interns 2 - Lesbian Ass Worship - Club 59 - Molly's Life 8 - Pretty in Pink - Taxi 2 |
| Millor estrena anal | Millor celebritat cinta sexual |
| - Ass Worship 13 - Anal Attack 3 - Anal Buffet 6 - Anal Delights - Anal Fanatic 2 - Anal Inferno - Anal Only - Anal Workout - Big Wet Asses 19 - Big Wet Butts 4 - Deep Anal Drilling 2 - Evil Anal 13 - Gape Me - Joanna Angel: Ass-Fucked - Lord of Asses 15 | - Backdoor to Chyna - Amy Fisher Is Sex - Brittney Jones Confidential - Erica Lynne Is Badd: The XXX Home Movies - Jasmine Waltz: Hollywood It Girl - Karissa Shannon Superstar - Phil Varone's Secret Stash - Tila Tequila Uncorked |
| Millor escena de sexe anal | Millor escena de sexe oral |
| - Asa Akira, Nacho Vidal - Asa Akira Is Insatiable 2 - Joanna Angel, Manuel Ferrara - Joanna Angel: Ass-Fucked - Dana DeArmond, Tommy Pistol - Shut Up and Fuck - Kelly Divine, Nacho Vidal - Kelly Divine Is Buttwoman - Gracie Glam, Manuel Ferrara - Gracie Glam: Lust - Jenna Haze, Scott Nails - Just Jenna 2 - Kagney Linn Karter, Manuel Ferrara - All About Kagney Linn Karter - Brooklyn Lee, Xander Corvus - Spider-Man XXX: A Porn Parody - Phoenix Marie, Prince Yahshua - Dynamic Booty 6 - Jynx Maze, Toni Ribas - Slutty and Sluttier 13 - Adrianna Nicole, Ramón Nomar - Rough Sex 3: Adrianna’s Dangerous Mind - Bree Olson, Lexington Steele - Lex the Impaler 6 - Kristina Rose, Nacho Vidal - Nacho Invades America - Bobbi Starr, Nacho Vidal - 'Shut Up and Fuck - Alexis Texas, Mr. Pete - Deep Anal Drilling 3 | - Brooklyn Lee, Juelz Ventura - American Cocksucking Sluts - Asa Akira - Asian Fuck Faces - Capri Anderson - Spider-Man XXX: A Porn Parody - Jessie Andrews - Portrait of a Call Girl - Charley Chase - Let Me Suck You 2 - Dana DeArmond - Praise the Load 6 - Skin Diamond, Asa Akira - Orgasmic Oralists - Gracie Glam - Massive Facials 3 - Jayden Jaymes - Massive Facials 3 - Kagney Linn Karter, Breanne Benson, Allie Haze - American Cocksucking Sluts - London Keyes - L for London - Chanel Preston - The Justice League of Pornstar Heroes - Kristina Rose - Let Me Suck You - Bobbi Starr - Jessica Drake's Guide to Wicked Sex: Fellatio - Jennifer White - Sloppy Head 3 |
| Millor escena noi/noia | Millor escena sexual en producció estrangera |
| - Manuel Ferrara, Lexi Belle - The Bombshells 3 - Mike Adriano, Andy San Dimas - Cum for Me - Bill Bailey, Misty Stone - Taxi Driver: A XXX Parody - Mick Blue, Kagney Linn Karter - Breast in Class 2: Counterfeit Racks - Mick Blue, Stoya - Top Guns - Xander Corvus, Allie Haze - Lost and Found - James Deen, April O’Neil - Legs Up Hose Down - Manuel Ferrara, Jessie Andrews - Portrait of a Call Girl - Manuel Ferrara, Katie St. Ives - Party Girls - Seth Gamble, Hayden Winters - The Flintstones: A XXX Parody - Scott Nails, Jesse Jane - Fighters - Derrick Pierce, Lily Labeau - Pervert - Toni Ribas, Tanner Mayes - Slutty and Sluttier 13 - Nacho Vidal, Gracie Glam - Gracie Glam: Lust - Prince Yahshua, Kimberly Kane - Kimberly Kane’s Been Blackmaled | - Brooklyn Lee, Ian Scott - Mission Asspossible - Megan Coxxx, James Deen - Dirty Little Club Sluts - Angel Dark, Leny Ewil - All Star Teens 2 - Cindy Dollar, Ian Scott, Alex Forte, James Brossman - French Maid Service Trainees - Niky Gold, J. J., Neeo - Smuggling Sex-Pedition - Shelia Grant, Nicole Sweet, Kelly Rose - She Made Me Cum - Izabella, Frank Gun, Lauro Giotto, Nick Lang - Tamed Teens 9 - Lillian, Ellen Lotus, Amelie, Timo Hardy - In Like Timo - Louise, Naomi, Bessy, Barbie White, Candy Sweet, Sandra Rodriguez, Kylie, Rocco Siffredi - Rocco’s Dirty Teens - Kristi Lust, Ben Kelly, J. J., John Strong, Peter Oh Toole - Whore House - Aletta Ocean, Brandy Smile - Hold Me Close - Olga, Jana, Omar Galanti - Omar's Butt Obsession - Tallulah, Pascal White - Ink - Debbie White, Ian Scott, Mike Angelo - Angel Perverse 17 |
| Millor escena sexual a tres bandes noia/noia/noi | Millor escena sexual noia-noia |
| - Kristina Rose, Jada Stevens, Nacho Vidal - Ass Worship 13 - Tori Black, Isis Love, Jon Jon - Black Shack 2 - Amy Brooke, Gracie Glam, Nacho Vidal - Nacho Vidal vs. Live Gonzo - Lily Carter, Skin Diamond, Chris Strokes - Slut Puppies 5 - Jenna Haze, Zoe Voss, Scott Nails - Legs Up Hose Down - Ash Hollywood, Capri Anderson, Seth Dickens - Spider-Man XXX: A Porn Parody - Jesse Jane, Bibi Jones, Manuel Ferrara - Assassins - Lily Labeau, Sarah Shevon, Otto Bauer - Pervert - Ashli Orion, Charley Chase, Evan Stone - Captain America: An Extreme Comixxx Parody - Jenna Presley, Jayden Jaymes, Manuel Ferrara - Party Girls - Chanel Preston, Aurora Snow, Tom Byron - Taxi Driver: A XXX Parody - Melanie Rios, Gigi Rivera, Toni Ribas - Oil Overload 4 - Sheena Ryder, Katie Jordin, Rocco Reed - What the Fuck! Big Tits, Bitches & Ass - Bobbi Starr, Tori Lux, Mark Wood - Bobbi's World - Alexis Texas, Jenny Hendrix, Rocco Siffredi - Rocco's American Adventures | - Dana DeArmond, Belladonna - Belladonna: Sexual Explorer - Jenna Haze, Jelena Jensen - Breast in Class: Naturally Gifted - Celeste Star, Kristina Rose - Celeste - Jiz Lee, Andy San Dimas - Cherry 2 - Ann Marie Rios, Alexis Texas - Dirty Panties - Brooke Lee Adams, Hillary Scott - The Flintstones: A XXX Parody - Zoe Voss, Samantha Ryan - Girls Kissing Girls 8, Sweetheart - Tori Black, Teagan Presley - Killer Bodies - Prinzzess, India Summer - Lesbian Sex - Riley Jensen, Melanie Rios - Lush - Gracie Glam, Lexi Belle - Pretty in Pink - Lily Labeau, Bobbi Starr - Prison Girls - Sunny Leone, Daisy Marie - RolePlay - Justine Joli, Syd Blakovich - Taxi |
| Estrella Crossover de l’any | Millor web pornostar |
| - Ron Jeremy - Brittany Andrews - Capri Anderson - Lisa Ann - Nikki Benz - Ashley Blue - Dave Cummings - Porno Dan - Allie Haze - Jesse Jane - Kacey Jordan - Kayden Kross - Yasmin Lee - Sunny Leone - Bree Olson - Andy San Dimas - Angie Savage | - Bobbi Starr (BobbiStarr.com) - Asa Akira (AsaAkira.com) - Bree Olson (BreeOlson.com) - Dylan Ryder (DylanRyder.com) - Jelena Jensen (JelenaJensen.com) - Jesse Jane (JesseJane.com) - Jessica Jaymes (JessicaJaymesXXX.com) - Kagney Linn Karter (KagneyLinnKarter.com) - Kayden Kross (ClubKayden.com) - Kelly Madison (KellyMadison.com) - Lisa Ann (TheLisaAnn.com) - Mariah Milano (MariahXXX.net) - Nina Hartley (Nina.com) - Sophie Dee (ClubSophieDee.com) - Sunny Leone (SunnyLeone.com) - Tanya Tate (TanyaTate.com) |
| Estrena més venuda i més llogada | Favorits dels fans |
| - Top Guns | Millor cos: - Riley Steele Pornoestrella favorita: - Riley Steele Escena sexual més ardent: - Riley Steele i Babysitters 2 co-stars Bibi Jones, Jesse Jane, Kayden Kross, Stoya, Manuel Ferrara Twitter Queen: - Riley Steele |

### Guanyadors de premis addicionals
Millor llançament clàssic va aparèixer a la llista de categories de 2012 per a les quals s'havien d'acceptar nominacions, però, no es va anunciar cap nominació ni guanyador per aquesta categoria.
Categories DVD
- Millor sèrie All-Girl: Women Seeking Women
- Millor sèrie All-Sex/Vinyeta: The Bombshells
- Millor estrena amateur: Dare Dorm 4
- Millor sèrie amateur: The Dancing Bear
- Millor sèrie anal: Evil Anal
- Millor estrena animada: Alice in Wonderland: A XXX Animation Parody
- Millor estrena BDSM: Disciplined
- Millor estrena Big Bust: Big Wet Tits 10
- Millor sèrie Big Bust: Big Tits in Uniform
- Millor estrena Big Butt: Kelly Divine Is Buttwoman
- Millor sèrie Big Butt: Phat Bottom Girls
- Millors extres DVD: The Rocki Whore Picture Show: A Hardcore Parody, Wicked Pictures
- Millor estrena educacional: Jessica Drake's Guide to Wicked Sex: Fellatio
- Millor estrena de temàtica ètnica - Asiàtic: Asian Booty 2
- Millor estrena de temàtica ètnica - Negre: Big Wet Black Tits 3
- Millor estrena de temàtica ètnica - Llatí: Escaladies
- Millor sèrie de temàtica ètnica: Big Ass Brazilian Butts
- Millor estrena Fem-Dom Strap-On: Beggin’ for a Peggin’
- Millor estrena de fetitxisme peus/cames: Nylons 8
- Millor estrena estrangera All-Sex: Ink
- Millor sèrie estrangera All-Sex: Young Harlots
- Millor sèrie Gonzo: Raw
- Millor versió internal: Internal Damnation 4
- Millor sèrie interracial: Lex the Empaler
- Millor estrena MILF: Seasoned Players 16
- Millor sèrie MILF: Seasoned Players
- Millor New Line: Extreme Comixxx
- Millor New Series: The Bombshells
- Millor estrena dona madura/noia jove: Mother-Daughter Exchange Club 17
- Millor estrena oral: American Cocksucking Sluts
- Millor sèrie oral: Face Fucking Inc.
- Millor estrena Orgia/Gangbang: Gangbanged
- Millor campanya de màrqueting global - Imatge de l'empresa: Digital Playground
- Millor campanya de màrqueting global - Projecte individual: The Rocki Whore Picture Show: A Hardcore Parody, Wicked Pictures
- Millor embalatge: vídeo: This Ain't Ghostbusters XXX 3D, Hustler Video
- Millor versió de POV: Double Vision 3
- Millor llançament Pro-Am: Breakin' 'Em In 14
- Millor sèrie Pro-Am: Brand New Faces
- Millors efectes especials: Horizon
- Millor llançament especialitzat - Altres gèneres: Bush
- Millor sèrie especialitzada: Buttman's Stretch Class
- Millor estrena Squirting: Lesbian Bukkake 17
- Millor estrena transsexual: The Next She-Male Idol 3
- Millor sèrie transsexual: America's Next Top Tranny
- Millor estrena noia jove: Cuties 2
- Millor sèrie noia jove: She's So Cute
- Títol intel·ligent de l’any: Beggin' for a Peggin'

Categories de venda al detall i distribució
- Millor botiga: Good Vibrations, San Francisco
- Millor cadena minorista: Hustler Hollywood
- Millor distribuïdor per a adults IVD/East Coast News

Categories d'intèrpret/creador
- Millor direcció artística: The Rocki Whore Picture Show: A Hardcore Parody
- Millor fotografia: Axel Braun, Eli Cross, Spiderman XXX: A Porn Parody
- Millor director – pel·lícula: Graham Travis, Portrait of a Call Girl
- Millor director – no pel·lícula: Mason, Asa Akira Is Insatiable 2
- Millor director – paròdia: Brad Armstrong, The Rocki Whore Picture Show: A Hardcore Parody
- Millor escena de doble penetració: Asa Akira, Mick Blue & Toni Ribas, Asa Akira Is Insatiable 2
- Millor edició: Scott Allen, The Rocki Whore Picture Show: A Hardcore Parody
- Millor escena de sexe en grup: Asa Akira, Erik Everhard, Toni Ribas, Danny Mountain, Jon Jon, Broc Adams, Ramón Nomar, John Strong, Asa Akira Is Insatiable 2
- Millor Makeup: Shelby Stevens, Melissa Makeup, The Rocki Whore Picture Show: A Hardcore Parody
- Millor banda sonora: Elvis XXX: A Porn Parody
- Millor actuació no sexual: James Bartholet, The Rocki Whore Picture Show: A Hardcore Parody
- Millor cançó original: “Stuck in Your Crack,” Elvis XXX: A Porn Parody
- Millor escena sexual POV: Andy San Dimas, Bobbi Starr, Erik Everhard, Double Vision 3
- Millor guió: Jacky St. James, Dear Abby
- Millor guió – Paròdia: Brad Armstrong, Hank Shenanigan, The Rocki Whore Picture Show: A Hardcore Parody
- Millor escena sexual solo: Asa Akira, Superstar Showdown 2: Asa Akira vs. Kristina Rose
- Millor actuació tease: Asa Akira, Asa Akira Is Insatiable 2
- Millor escena sexual a tres bandes, noi/noi/noia: Asa Akira, Mick Blue, Toni Ribas, Asa Akira Is Insatiable 2
- Artista femenina estrangera de l’any: Aleska Diamond
- Artista masculí estranger de l’any: Rocco Siffredi
- Artista MILF/Cougar de l’any: India Summer
- Escena sexual més escandalosa: Brooklyn Lee, Juelz Ventura in “Suck My Sack With a Straw,” American Cocksucking Sluts
- Artista transsexual de l’any: Bailey Jay

Joguines sexuals i productes de plaer
- Millor producte fetitxe: Crystal Minx Plug With Tail, Crystal Delights
- Millor empresa de roba interior o roba: Baci Lingerie
- Millor línia de joguines sexuals en general: Bedroom Kandi, OhMiBod
- Millor embalatge - Productes de plaer: Big Teaze Toys
- Millor producte de festa, joc o mordassa: Adult Trading Cards, Adult Trading Card Company
- Millor accessori sexual: Eyelash Collection, Baci Lingerie
- Millor empresa de joguines sexuals - Gran: Fleshlight
- Millor empresa de joguines sexuals - Petita: Big Teaze Toys
- Millor joguina sexual per a parelles: We-Vibe II, Standard Innovation
- Millor joguina sexual per a homes: Blade, Fleshlight
- Millor joguina sexual per a dones Intensity, Jopen

Categories web i tecnologia
- Millor programa d'afiliats: FameDollars
- Millor lloc web alternatiu: Clips4Sale.com, Clips 4 Sale
- Millor lloc web de cites: Fling.com
- Millor lloc web de xat en viu: ImLive.com
- Millor lloc web de membres: Brazzers.com
- Millor lloc web de fotografia: EarlMiller.com
- Millor lloc web minorista: AdultDVDEmpire.com
- Millor lloc web per a noies soles: Ariel Rebel, ArielRebel.com
- Millor lloc web d'estudi: Evil Angel, EvilAngelVideo.com
- Millor estrena web: Pictures at an Exxxhibition, EarlMiller.com

## Premis AVN honoraris

### Premi Visionary
El cofundador de Vivid Entertainment Steven Hirsch va rebre un nou honor, el primer premi Visionary d'AVN, per introduir l'entreteniment per a adults al corrent principal.

### Saló de la Fama
Nous membres inclosos al Saló de la Fama de l'AVN per al 2012 van ser:
- Branca vídeo: Juli Ashton, Rob Black, David Aaron Clark, Dale DaBone, Erik Everhard, Alexander DeVoe, Jenna Haze, Alisha Klass, Toni Ribas, Silvia Saint, Mark Spiegler, Scott Taylor, Inari Vachs, Stacy Valentine i Nacho Vidal.
- Branca productes de plaer: Larry Garland d’Eldorado Trading Co., Joel Tucker de Stockroom i Nick Orlandino de Pipedream Products.
- Branca Fundadors d’Internet: Beth Mansfield de PersianKitty.com, Patrick de TheHun.net i Shap de Twistys.com.

## Múltiples nominacions i premis
Les següents estrenes van rebre múltiples premis:
- 9 premis: The Rocki Whore Picture Show: A Hardcore Parody
- 7 premis: Asa Akira Is Insatiable 2
- 4 premis: Portrait of a Call Girl
- 3 premis: American Cocksucking Sluts, Elvis XXX: A Porn Parody and Mission Asspossible
- 2 premis: Ass Worship 13, Beggin' for a Peggin', Cherry 2, Double Vision 3, Spider-Man XXX: A Porn Parody and This Ain't Ghostbusters XXX 3D

Les següents estrenes van rebre múltiples nominacions:
- 18 nominacions: The Rocki Whore Picture Show: A Hardcore Parody

Els següents artistes van rebre múltiples premis:
- 6 premis: Asa Akira
- 5 premis: Brooklyn Lee
- 4 premis: Bobbi Starr, Riley Steele
- 3 premis: Max Candy Toni Ribas
- 2 premis: Axel Braun, Erik Everhard, Juelz Ventura, Manuel Ferrara, Mick Blue, Nacho Vidal, Xander Corvus

Els següents artistes van rebre múltiples nominacions:
- 15 nominacions: Mick Blue
- 14 nominacions: Toni Ribas
- 13 nominacions: Bobbi Starr, James Deen
- 12 nominacions: Asa Akira
- 11 nominacions: Andy San Dimas
- 10 nominacions: Gracie Glam, Kagney Linn Karter, Manuel Ferrara, Mark Wood, Ramón Nomar, Erik Everhard, Nacho Vidal
- 9 nominacions: Alexis Texas, Jesse Jane, Brooklyn Lee
- 8 nominacions: Kristina Rose, Lily LaBeau, John Strong, Kimberly Kane
- 7 nominacions: Capri Anderson, Allie Haze, Chanel Preston, Kayden Kross, Anthony Rosano, Tommy Gunn, Xander Corvus
- 6 nominacions: Dana DeArmond, Jenna Haze, Jessie Andrews, Evan Stone, Tim Von Swine

## Informació de la cerimònia

### Canvis a les categories de locals
A partir dels 29ns Premis AVN, es van introduir diverses categories noves per reflectir les tendències del mercat en evolució, com ara:
- Millor estudi web
- Millor lloc web de noies solitàries
- Millor llançament All-Sex - Format mixt
- Millor director - Paròdia i Millor cinta sexual de celebritats.

## Bibigrafia
- Gary D. Miller (Director) (2012). The 2012 AVN Awards Show (Television production). Los Angeles, California: Showtime Networks.